# Estonská slovesa
Estonská slovesa rozlišují osobu, číslo, čas, rod, způsob a řeč. Jmenné tvary (infinitivy, supina, participia (příčestí)) se mohou skloňovat.

## Osoba a číslo
Jelikož estonština nerozlišuje rod (mužský, ženský, střední), má třetí osoba vždy pouze jednu koncovku.
Existují tři typy osobních koncovek: první typ se užívá v kladné řeči přítomného času oznamovacího způsobu, druhý typ v kladné řeči prostého minulého času oznamovacího způsobu, přítomného času podmiňovacího způsobu a minulého času podmiňovacího způsobu. Třetí typ se užívá v kladné i záporné řeči imperativu (rozkazovacího způsobu). Ostatní časy a způsoby osobní koncovky neužívají.

### Osobní koncovky singuláru
| Osoba | Přítomný čas | Vedlejší časy | Imperativ |
| ----- | ------------ | ------------- | --------- |
| 1.    | -n           | -(i)n         | -         |
| 2.    | -d           | -(i)d         | -         |
| 3.    | -b           | -             | -gu/-ku   |

### Osobní koncovky plurálu
| Osoba | Přítomný čas | Vedlejší časy | Imperativ |
| ----- | ------------ | ------------- | --------- |
| 1.    | -me          | -(i)me        | -gem/-kem |
| 2.    | -te          | -(i)te        | -ge/-ke   |
| 3.    | -vad         | -(i)d         | -gu/-ku   |

K vyjádření osoby se mohou kromě koncovek užít také osobní zájmena. Obvykle se objevují v nepřízvučné (krátké) podobě – ma (mina), sa (sina), ta (tema), me (meie), te (teie), nad (nemad). Dlouhé tvary se užívají tehdy, má-li být osoba zdůrazněna.

## Čas
Estonština rozlišuje čas přítomný, minulý prostý a úplný a předminulý. Budoucí čas nemá vlastní tvary, vyjadřuje se časem přítomným; budoucnost lze odlišit například příslovečným určením.
- Přítomný čas vyjadřuje neukončené děje přítomné a budoucí. Tvoří se ve všech způsobech. Nemá zvláštní příznak.

Příklad: Elan Tallinnas. - Bydlím v Tallinnu.
- Minulý čas prostý vyjadřuje děj, jehož průběh nebyl ukončen v době, o níž mluvčí vypráví. Tvoří se jen v oznamovacím způsobu. Příznakem v kladné řeči je obvykle -s(i)-, vložené mezi kmen a příponu. V záporné řeči se tvoří záporkou ei a participiem minulým.

Příklad kladné řeči: Kui ta tuli, põles tuli. - Když přišel, svítilo světlo.
Příklad záporné řeči: Me ei teadnud seda. - Nevěděli jsme to.
- Minulý čas úplný vyjadřuje ve chvíli promluvy již ukončený děj. Tvoří se v oznamovacím, podmiňovacím a připouštěcím způsobu. Kromě některých zřídka užívaných stažených tvarů kondicionálu, je složen z minulého participia a tvarů pomocného slovesa olema (být).

Příklad: Ta on kaua elanud maal. - Bydlel dlouho na venkově.
- Čas předminulý vyjadřuje děj, jejichž průběh byl ukončen v minulé době, o níž mluvčí vypráví. Tvoří se jen ve způsobu oznamovacím. Tvary jsou složeny z participia minulého a prostých minulých tvarů slovesa olema (být).

Příklad: Ma leidsin võtme, mille olin kaotanud. - Našel jsem klíč, který jsem (předtím) ztratil.

## Rod
Estonština rozlišuje slovesný rod osobní, který přibližně odpovídá českému činnému a neosobní, přibližně odpovídající českému trpnému rodu. 
- Osobním rodem se vyjadřují děje, jejichž činitelem je osoba, bytost, věc nebo skupina osob, bytostí či věcí. Nemá zvláštní příznak.

Příklad: Mari laulab. - Mari zpívá.
- Neosobním rodem se vyjadřují děje, které nemají konkrétního činitele. V češtině tomu odpovídají vazby trpné a neosobní se zvratným se nebo všeobecným oni. Příznakem je -t(a)- nebo -d(a)-. Za něj se navíc připojují příznaky jednotlivých časů, způsobů a řečí.

Příklad: Siin ei suitsetata. - Tady se nekouří.

## Způsob
V estonštině existují tyto způsoby: oznamovací, podmiňovací, připouštěcí, nepřímý a rozkazovací. Tvary odpovídající našemu infinitivu (neurčitý způsob) jsou v estonštině jmenné.
- Oznamovací způsob se užívá k prostému sdělování, zvolání a k otázkám. Nemá zvláštní příznak.

Příklad: See on minu vend. - To je můj bratr.
- Podmiňovací způsob vyjadřuje děje podmíněné nebo podmiňující, zamýšlené, přané a jinak nejisté nebo neskutečné. Jeho příznakem je -ks-, připojované před osobní koncovku.

Příklad: See oleks hea. - To by bylo dobré.
- Připouštěcí způsob vyjadřuje připouštěnou možnost. Příznakem je přípona -ku/-gu.

Příklad: Otsigu sa seda tuhat aastat, sa ei leia. - I kdybys to hledal tisíc let, nenajdeš.
- Nepřímý způsob vyjadřuje děje, které zná mluvčí pouze z vyprávění někoho jiného a chce to zdůraznit. V češtině odpovídá nepřímému způsobu přibližně užití příslovce „prý“. Příznakem je koncovka -vat. V minulém čase se vyjadřuje příčestím minulým bez pomocného slovesa.

Příklad: Peeter tulevat homme külla. - Petr prý přijde zítra na návštěvu.
- Rozkazovací způsob vyjadřuje rozkaz, zákaz nebo důrazné přání. Druhá osoba singuláru je nepříznaková, ostatní tvary mají příznak -k-/-g-. Navíc přibírá zvláštní osobní koncovky (viz výše).

Příklad: Jää siia! - Zůstaň tady!

## Řeč
Kategorii řeči čeština nezná, jedná se však v podstatě o rozlišení kladu a záporu. 
Kladné řeči odpovídá obyčejná forma českého slovesa (jí, spí, čekal), záporné sloveso se záporkou, které navíc v estonštině svou podobu mění. 
- Záporná řeč se skládá ze záporky ei a slovesa bez osobních koncovek, které může podléhat i dalším změnám, např.: sa said (dostal jsi) x sa ei saanud (nedostal jsi). Výjimkou je imperativ. V něm si sloveso zachovává osobní tvary a koncovky kladné řeči.

- Záporná řeč imperativu se tvoří přidáním záporného slovesa v příslušném tvaru:

| Osoba | Singulár | Plurál |
| ----- | -------- | ------ |
| 1.    | -        | ärgem  |
| 2.    | ärä      | ärge   |
| 3.    | ärgu     | ärgu   |

## Jmenné tvary slovesné
Jako jmenné se označují slovesné tvary, které mohou nabývat některých slovesných kategorií, ale zároveň se dají alespoň částečně skloňovat nebo užívat jako jména.
Estonština rozlišuje dva druhy jmenných tvarů, zastupujících substantiva (ma-infinitiv neboli supinum a da-infinitiv neboli prostě infinitiv) a tři druhy jmenných tvarů, zastupujících adjektiva (participium (příčestí) přítomné, minulé osobní a minulé neosobní).
Za základní tvar slovesa je považováno supinum. Označuje polohu jednoho děje vůči druhému. V současné češtině mu odpovídá vazba infinitivu a slovesa pohybu či polohy. Příznakem je koncovka -ma. Supinum se vyskytuje v illativu (-ma), inessivu (-mas), elativu (-mast), translativu (-maks) a abessivu (-mata).
| Tvar  | Význam             | Příklad                                                                    |
| ----- | ------------------ | -------------------------------------------------------------------------- |
| -ma   | směr dovnitř děje  | Laks ostma. - Šel nakoupit.                                                |
| -mas  | poloha uvnitř děje | Olime ujumas. - Byli jsme plavat/na plavání.                               |
| -mast | směr z děje ven    | Jaan tuli laulmast. - Jaan přišel ze zpívání.                              |
| -maks | děj jako účel      | Tegi tuld vanad lauad põletamaks. - Rozdělal oheň, aby spálil stará prkna. |
| -mata | absence děje       | Läksid ära midagi ütlemata. - Odešli, aniž by něco řekli.                  |

- Infinitiv odpovídá většinou českému neurčitému způsobu. Má dva základní tvary  - partitiv (-da, -ta, -a) a inessiv (-des, -tes, -es). Partitiv se užívá tam, kde děj vystupuje jako samostatné jméno, inessiv tam, kde se vyjadřuje děj souběžný s jiným dějem.

Příklad: Lennata on nii lihtne! - Létat je tak snadné.
- Participium přítomné vyjadřuje vlastnost spočívající v konání určité činnosti. Je plně skloňovatelné. Příznakem je přípona -v/-va.

Příklad: laulev purskkaev – zpívající fontána
- Participium minulé osobní vyjadřuje vlastnost spočívající v aktivní účasti na činnosti nebo ději proběhlém v minulosti. Příznakem je koncovka -nud.

Příklad: teinud – udělal/a/o		kadunud asi – ztracená věc
- Participium minulé neosobní vyjadřuje vlastnost spočívající v pasivní účasti na činnosti nebo ději v minulosti. Příznakem je koncovka -tud/-dud.

Příklad: olgu karistatud – budiž potrestán